# Sesarma buettikoferi
Sesarma buettikoferi is een krabbensoort uit de familie van de Sesarmidae. De wetenschappelijke naam van de soort is voor het eerst geldig gepubliceerd in 1883 door de Man.